# Carlos Andrés Pérez
Carlos Andrés Pérez Rodríguez, född 27 oktober 1922 i Rubio, Táchira, död 25 december 2010 i Miami, Florida, USA, var en venezuelansk politiker. Han var Venezuelas president 1974–1979 och 1989–1993.

## Biografi
Carlos Andrés Pérez tillhörde partiet Acción Democrática (AD). 1960–1964 var han Venezuelas inrikesminister under den dåvarande presidenten Rómulo Betancourt.
Under Pérez första mandatperiod som Venezuelas president (1974–1979) genomfördes flera liberala reformer samt långtgående välfärdsprogram med fokus på inkomstspridning och fattigdomsbekämpning; målsättningen var att inom loppet av ett par år göra Venezuela till ett i-land. Detta finansierades till stor del av intäkterna från petroleumindustrin, som nationaliserades år 1976; efter oljekrisen 1973 hade priset på olja skjutit i höjden. Samtidigt fick denna politik en rad negativa konsekvenser, däribland mycket hög inflation och en stor statsskuld. När oljepriset sedan sjönk under 1980-talets tidiga år förde detta med sig att Venezuela hamnade i en svår finanskris.
De negativa aspekterna av den av Pérez förda politiken gjorde, tillsammans med anklagelser om korruption, att han inte lyckades bli omvald till en andra mandatperiod i presidentvalet 1978. Han fortsatte dock att vara aktiv inom politiken, bland annat som vicepresident för Socialistinternationalen 1976–1992. 
Efter att åter ha blivit vald till president 1988 innebar Pérez andra mandatperiod (1989–1993) en kursändring i nyliberal riktning. Venezuela befann sig då ännu i ekonomisk kris, och Pérez lösning på detta var att tillmötesgå de krav på privatiseringar, avregleringar och nedskärningar i utbyte mot lån som framlagts av institutioner som Internationella valutafonden (IMF) och Världsbanken i det så kallade Washington Consensus. Denna politik innebar kraftiga prishöjningar samt gick tvärs emot vad Pérez utlovat i sin valkampanj, och resulterade i en våg av folkliga protester i februari 1989, kallade el Caracazo. Regeringen besvarade detta genom att införa undantagstillstånd och slå tillbaka demonstranterna med dödligt våld; enligt regeringens officiella siffror dödades 275 personer i undertryckandet av protesterna, medan andra har uppskattat dödstalet till mellan 1 000 och 3 000.
Det utbredda missnöjet med Pérez styre resulterade därefter 1992 i två kuppförsök av Movimiento Bolivariano Revolucionario 200, det första under ledning av Hugo Chávez. Kuppförsöken misslyckades och Chávez dömdes till fängelse, men betraktades av stora delar av den venezolanska befolkningen som en hjälte som stod emot Pérez; efter sitt frisläppande kom Chávez 1998 att väljas till landets president. 1993 ställdes Pérez inför riksrätt på grund av anklagelser om korruption, vartefter han tvingades bort från presidentposten. 
Efter att rättegången mot honom avslutats 1996 dömdes Pérez till 28 månaders fängelse. Efter frisläppandet blev han 1998 åtalad ännu en gång, nu för förskingring, men åtalet verkställdes aldrig då han samma år blev vald som kongressledamot och därmed fick juridisk immunitet. Efter att kongressen 1999 ersattes av en nationalförsamling förlorade Pérez dock sin immunitet, och 2001 begärdes han häktad. Han gick då i självvald exil i Miami i USA, där han kom att bo fram till sin död 2010.